# نارک آبراهامیان
نارک آبراهامیان (ارمنی: Նարեկ Աբրահամյան؛ ۱۱ ژوئن ۱۹۹۶) بازیکن فوتبال در پست هافبک اهل ارمنستان است.

## باشگاهی
از باشگاه‌هایی که در آن بازی کرده‌است می‌توان به باشگاه فوتبال هولشتاین کیل اشاره کرد.